# Provinz Coclé
Coclé ist eine Provinz in Panama und liegt am Golf von Panama. Im Jahr 2023 hatte sie 268.264 Einwohner auf einer Fläche von 4943 km².

## Geographie
Die Hauptstadt von Coclé ist Penonomé am Río Chiguirí. Die Provinz Coclé ist ihrerseits wiederum in sechs Bezirke (distritos) mit insgesamt 53 Gemeinden (corregimientos) unterteilt:
- Aguadulce
- Antón
- La Pintada
- Natá
- Olá
- Penonomé

## Geschichte
In Coclé befindet sich die archäologische Ausgrabungsstätte El Caño.
Der 16. Präsident von Panamá Harmodio Arias Madrid stammt aus der Provinz.

## Wirtschaft
Die Hauptwirtschaftsfaktoren sind Viehzucht und Ackerbau, insbesondere der Anbau von Reis und Zuckerrohr. Erschlossen wird die Region vor allem durch die Panamericana (David-Panamá), die parallel zur Küste verläuft und von der aus Stichstraßen in die Berge nach Norden führen, so zum Beispiel nach El Valle.